# Lenola
Lenola (Lènola) è un comune italiano di 4 131 abitanti della provincia di Latina nel Lazio. 

## Geografia fisica

### Territorio
Sul territorio comunale si ergono diversi rilievi dei monti Ausoni e degli Aurunci, tra i quali il monte Appiolo, il monte Chiavino e la Cima del Nibbio.
Lenola si trova a 425 metri sul livello del mare, all'estremità occidentale della provincia di Latina, ai confini con la provincia di Frosinone. Comune di 45,70 km², è posta a pochi km da Fondi lungo la Strada Statale 637 che collega questo centro a Frosinone. Proprio lungo questa strada, in prossimità del Km. 36, fino a qualche anno fa era possibile ammirare il cippo in pietra segnante il confine tra lo Stato Pontificio ed il Regno di Napoli, di cui Lenola rappresentava l'ultimo baluardo.
È circondata dai monti Ausoni e Aurunci, che gradatamente si elevano sino a raggiungere altezze considerevoli e si allargano, verso sud ovest, a forma di
gola offrendo sullo sfondo uno scenario incantevole, “un panorama il più bello d'Italia” per usare le parole di Re Vittorio Emanuele III: i monti, le colline, la piana con il lago e parte del Salto di Fondi, il mar Tirreno e le isole Ponziane.

### Clima
Rinomata per il suo clima "fresco ed asciutto" fu dal XVII secolo residenza estiva dei vescovi di Fondi. Ancora oggi nei mesi estivi è luogo prediletto di turisti e abitanti dei paesi limitrofi.

## Storia

### Origini
Nel medioevo si ha notizia di un centro fortificato chiamato Inola, Inula, Enula, come risulta dalle pergamene dell'archivio di Montecassino. Sembra che Enula abbia preso il nome dalla pianta comunemente detta enula campana, ossia l'Inula helenium dei botanici. L'enola (da cui il toponimo moderno Lenola) è divenuta, da tempo immemorabile, il simbolo di questo comune.

### Epoca romana
In epoca romana il comprensorio su cui nel medioevo sorse il castrum Inulae faceva parte del territorio della città di Fundi (Fondi) ascritta alla tribù Aemilia. Di questo periodo si conservano a Lenola alcune epigrafi funerarie relative a cittadini come Caio Curtonio, Alfio Salbio e Quinto Safinio, che rivestì la carica di rex sacrorum. Importanti ritrovamenti archeologici sono avvenuti nella piana di Ambrifi e, più recentemente, in località "Fontana delle Strette" a seguito di uno scavo autorizzato condotto dall'Associazione storico-culturale "Monti Ausoni", che nel 2018 ha organizzato i numerosi reperti in un percorso espositivo allestito presso l'antica sede del Comune.

### Medioevo
La prima notizia del castrum Inule, inquadrato nel ducato di Fondi e nella diocesi omonima, risale al 1072/1073, quando fu donato dal duca di Fondi Littefredo all'abbazia di Montecassino (CDC, II, doc. n. 248). 
Nel 1140 Lenola, con i vicini castelli di Ambrifi e Acquaviva, entrò a far parte della contea normanna di Fondi, nel Regno di Napoli, concessa alla famiglia Dell'Aquila. Coinvolta nelle lotte tra il papato e Federico II, nel 1229 Lenola venne occupata dall'esercito pontificio. Con il matrimonio contratto nel 1299 tra Giovanna, ultima erede della casa dell'Aquila, e Roffredo III Caetani, anche Lenola, come tutta la contea di Fondi, passò alla famiglia Caetani. Verso la metà del Duecento il nucleo abitato ebbe una fase di espansione all'esterno dell'originaria cinta di mura: si venne a creare così un borgo gravitante intorno alla nuova chiesa di S. Maria Assunta - che assunse il rango di chiesa madre prima di pertinenza dell'antica chiesa di S. Giovanni Evangelista - e alla vicina sede dell'Università (Comune) di Lenola.
Lenola fu anche coinvolta nello Scisma d'Occidente che nel conclave di Fondi del 20 settembre 1378 portò all'elezione di Clemente VII in contrapposizione a papa Urbano VI, al secolo Bartolomeo Prignano. La posizione stessa di Lenola, presso la linea di confine tra lo Stato pontificio e il Regno di Napoli, la rendeva naturale obiettivo di tutte le guerre che nel XV secolo si svolsero tra il papa, gli Aragonesi e gli Angioini, alle quali si aggiunsero le lotte tra i Caetani di Fondi e quelli di Sermoneta.
Alla discesa di Carlo VIII in Italia (1494), il conte di Fondi Onorato III Caetani si schierò con i Francesi. Salito al trono di Napoli Federico d'Aragona, nel 1497 Onorato fu privato definitivamente della contea di Fondi, e quindi anche di Lenola, che venne assegnata a Prospero Colonna.

### Età moderna
Nella notte tra l'8 e il 9 agosto 1534 Khayr al-Dīn detto il "Barbarossa", ammiraglio della flotta ottomana, assaltò Fondi per rapire la bellissima contessa Giulia Gonzaga che però, avvertita in tempo, riuscì a fuggire: alcuni storici ritengono che si rifugiasse proprio a Lenola.
Nella seconda metà del XVI secolo le cronache parlano, per la prima volta, del brigantaggio. Il periodo che va dal Seicento al Settecento fu per Lenola quello di massimo splendore, soprattutto per gli avvenimenti legati alla figura di Gabriele Mattei (alias Fra Deogratias), fondatore del santuario della Madonna del Colle; la storia dei primi anni di vita di questo santuario fu narrata efficacemente in ottava rima dal chirurgo e poeta lenolese Curzio Mattei, testimone di quegli eventi. A Lenola nacquero anche il pittore Giovanni Pandozy (1719-1790) e il medico, botanico e antiquario Francescantonio Notarianni (1759-1843), che in patria visse e operò per lunghi periodi.
Nel XIX secolo riesplose il fenomeno del brigantaggio. I superstiti della banda di Fra Diavolo continuarono a seminare terrore e morte nei paesi degli Ausoni. A Lenola il 16 settembre 1814, in contrada Vignolo, sequestrarono il nobile Carlo Grossi che liberarono dopo averlo malmenato e minacciato di morte.
Alla “Carboneria” parteciparono tre lenolesi: Paolino Mastrojanni, Luigi Pandozzi e Antonio Pandozzi.
Durante il soggiorno di Pio IX a Gaeta, Lenola ospitò in palazzo Grossi il cardinale Tommaso Pasquale Gizzi (segretario di Stato nel 1846 e presidente del Consiglio dei ministri nel 1847), il quale fece da collegamento tra Roma e Gaeta, negoziando con diplomatici e politici di mezza Europa. Fu proprio a Lenola che il 3 giugno 1849 il cardinale cessò di vivere e fu sepolto nella chiesa di S. Maria Maggiore.
Alla seconda guerra di indipendenza partecipò Gerardo Fasolo. Nato a Lenola il 13 settembre 1841, all'età di 18 anni si arruolò volontariamente nel corpo garibaldino dei “Cacciatori delle Alpi”, che si distinsero nelle battaglie di Palestro (30 e 31 maggio 1859) e Magenta (4 giugno 1859). Fu durante quest'ultima che salvò la vita al re Vittorio Emanuele II. Per questo gesto, fu insignito della medaglia d'argento al valore militare. Subito dopo l'Unità d'Italia riprese vita il fenomeno del brigantaggio. Sui motivi di questa protesta si innestarono, trovandovi un terreno largamente favorevole, le rivendicazioni dell'ex re Francesco II di Borbone, sostenuto dal clero e da elementi reazionari. Va sicuramente menzionato per il brigante Luigi Alonzi detto “Chiavone”. La sua banda, di cui faceva parte anche il lenolese Domenico Pannozzo, il 5 maggio 1861 assalì Lenola, devastò gli uffici del comune, dove tolse dalle pareti i ritratti di Vittorio Emanuele II e di Garibaldi per sostituirli con quelli di Francesco II e della regina Maria Sofia dichiarando decaduto il nuovo regno unitario e ripristinato quello borbonico.
Dopo la morte di Chiavone, una parte della sua banda restò ad operare a Lenola sulle montagne confinanti con lo Stato Pontificio. Nel 1864 una delle tante vittime di quei briganti fu Domenico Grossi: rapito, gli fu tagliato un orecchio per ottenere un riscatto di 200 ducati. Altre persone legate alla famiglia Labbadia furono oggetto di rapimenti da parte dei briganti: il 1º dicembre 1864 furono rapiti Luigi Labbadia e suo figlio Francesco, il 9 dicembre 1864 Mosè Labbadia, al quale fu tagliato l'orecchio sinistro: venne rilasciato dopo il pagamento del riscatto insieme al cugino Gerardo. Gli stessi briganti sequestrarono anche Antonio Labbadia che ottenne la libertà dietro pagamento di un riscatto di 300 ducati.
Alla terza guerra di indipendenza tra i “Cacciatori delle Alpi” di Garibaldi, che il 21 luglio a Bezzecca riportarono l'unico parziale successo nella suddetta guerra, militò Francesco Ingrao: nato a Grotte, in Sicilia, visse a Lenola dal 1869 fino alla sua morte, ricoprendo anche la carica di sindaco dal 1896 al 1913.
Pesante è stato il tributo che Lenola, bombardata ben 5 volte dal gennaio al maggio del 1944 e in gran parte distrutta, ha pagato alla seconda guerra mondiale: 119 morti, tra civili e soldati, decine di feriti oltre alle violenze compiute contro i civili (marocchinate) dai goumier del Corpo di spedizione francese in Italia agli ordini del generale Juin. Importante la presenza di lenolesi tra i partigiani; citiamo, tra gli altri, il futuro presidente della Camera dei Deputati Pietro Ingrao (Lenola, 1915 - Roma, 2015).

### Simboli
Lo stemma e il gonfalone del comune di Lenola sono stati concessi con decreto del presidente della Repubblica del 28 luglio 2016.
È raffigurata una pianta di Enula Campana da cui probabilmente deriva il nome del paese.
Il gonfalone è un drappo partito di verde e di rosso.

### Onorificenze
La cerimonia di consegna si tenne il 25 aprile 2005 a Roma nel cortile del Quirinale in occasione del 60º della Liberazione, alla presenza delle più alte cariche politiche e militari dello Stato.

## Monumenti e luoghi d'interesse

### Architetture religiose

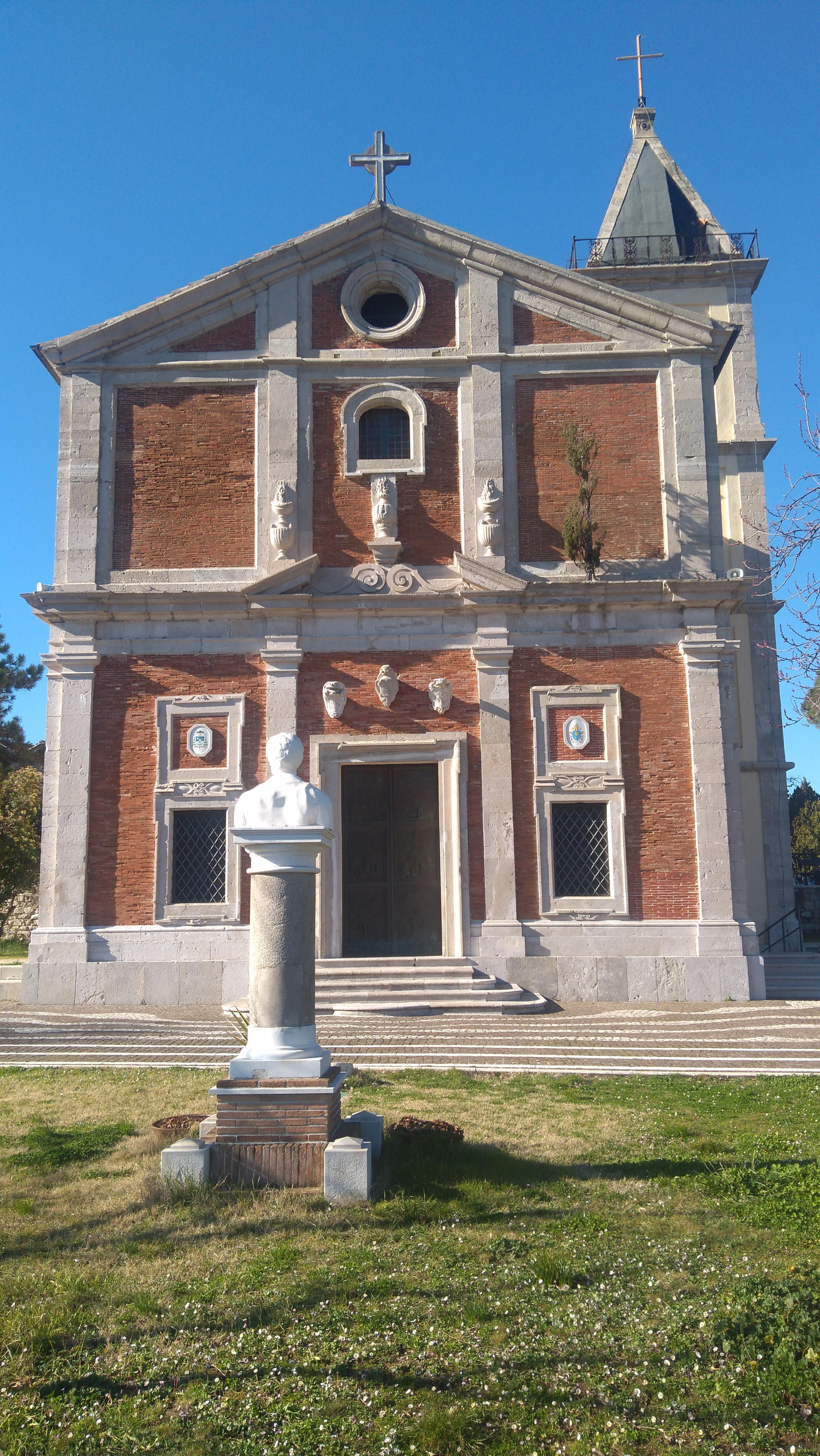
Santuario della Madonna del Colle

- Basilica santuario Maria Santissima del Colle (XVII secolo)[8]. Fu edificata per ricordare l'apparizione mariana avvenuta nella notte fra il 14 e il 15 settembre 1602 al giovane Gabriele Mattei[9][10].
- Chiesa di Santa Maria Maggiore (XIII secolo)
- Chiesa di San Giovanni Evangelista (XI secolo). Conserva sull'altare maggiore il dipinto su tela San Giovanni Evangelista tra i santi Rocco e Longino (?) di autore ignoto, databile tra il 1619 e il 1624 perché commissionato dal nobile genovese Giovanni Battista Spinola (+ 1624) e da Giovanni Agostino Gandolfo, vescovo di Fondi.
- Chiesa della Madonna delle Benigne Grazie
- Chiesetta di San Biagio (XVIII secolo)
- Chiesa di San Rocco
- Chiesa di Santa Maria del Campo
- Ruderi della chiesa della Madonna del Latte
- Ruderi della chiesa di Santa Croce
- Ex chiesa dell'Annunziata

### Architetture civili
- Centro storico
- Palazzo Notarianni
- Palazzo Ingrao
- Palazzo Grossi
- Ex Palazzo Labbadia
- Porta del Colle
- Scalinata della Pace, museo "a cielo aperto" progettato e realizzato dallo scultore e architetto lenolese Giuseppe (Peppino) Quinto  con il patrocinio del Comune e il supporto di numerosi artisti italiani e stranieri, che inviarono i disegni serviti come base per i mosaici eseguiti da Bruno Ammann.
- Teatro all'aperto, nel Parco Mondragon, su progetto di Giuseppe (Peppino) Quinto.

### Architetture militari
- Castello baronale
- Rovine di Ambrifi
- Rovine di Acquaviva
- Castelliere di Monte Passignano

### Altro
- Monumento a Gabriele Mattei, scultura in marmo di Peppino Quinto.
- Monumento alle vittime civili della Seconda guerra mondiale, scultura in marmo di Peppino Quinto.
- Monumento alla Madonna del Colle, gruppo di sculture in marmo e pietra, opera di Peppino Quinto (2005)
- Monumento alla donna, in piazza del Comune, scultura in granito di Peppino Quinto (2015).
- Fontana-cascata, nel Parco Mondragon, dello scultore Peppino Quinto (2003-2015).

### Aree naturali
- Parco naturale dei Monti Aurunci
- Parco naturale regionale monti Ausoni e lago di Fondi

## Società
Per il XVI-XVII secolo Lorenzo Giustiniani attesta l'evoluzione dei fuochi familiari soggetti a tassazione:
- 116 nel 1532
- 125 nel 1545
- 168 nel 1561
- 190 nel 1595
- 190 nel 1648
- 196 nel 1669.[11]

Questa piccola comunità era formata da tre fasce sociali: borghese (nobiltà locale), artigiana e contadina.
Nel 1660 le famiglie borghesi erano nove: Pandozy, Notarianni, De Simone, Grossi, Crescenzi, De Longis, Magni, De Filippis e Labbadia.
A queste, verso la metà del 1800, si aggiunsero gli Ingrao provenienti da Grotte in Sicilia, i Cardi, i Boccia e i Mancini da Itri.
A metà del Novecento le famiglie più in vista erano i Notarianni, i Crescenzi, i De Simone, i Boccia, i Pandozy e gli Ingrao.

### Evoluzione demografica
Abitanti censiti

## Cultura
Museo
Museo archeologico
Biblioteca
Biblioteca comunale

### Cucina[senzafonte]
- Olio extra vergine di oliva
- Pettela e fasuoli
- Spaghetti di asparagi selvatici
- Caprettone
- Cacioricotta fresca di capra
- Biscotti secchi lenolesi: struffoli, taralli ecc.
- Nocino di San Giovanni Battista
- Asparagi selvatici

### Eventi
- Lenola Pizza Village - Festa della pizza verace napoletana
- Celtic Freedom Camp
- Festival internazionale di cortometraggi Inventa un Film.[15]
- Festa dell'Ambiente
- Antica sagra della trebbiatura
- Festa della Madonna del Colle

## Economia
Di seguito la tabella storica elaborata dall'Istat a tema Unità locali, intesa come numero di imprese attive, ed addetti, intesi come numero addetti delle unità locali delle imprese attive (valori medi annui).
|        | 2015                  |                              |                            |                |                       |                     | 2014                  |                | 2013                  |                |
| ------ | --------------------- | ---------------------------- | -------------------------- | -------------- | --------------------- | ------------------- | --------------------- | -------------- | --------------------- | -------------- |
|        | Numero imprese attive | % Provinciale Imprese attive | % Regionale Imprese attive | Numero addetti | % Provinciale Addetti | % Regionale Addetti | Numero imprese attive | Numero addetti | Numero imprese attive | Numero addetti |
| Lenola | 262                   | 0,67%                        | 0,06%                      | 524            | 0,43%                 | 0,03%               | 274                   | 554            | 268                   | 487            |
| Latina | 39.304                |                              | 8,43%                      | 122.198        |                       | 7,75%               | 39.446                | 120.897        | 39.915                | 123.310        |
| Lazio  | 455.591               |                              |                            | 1.539.359      |                       |                     | 457.686               | 1.510.459      | 464.094               | 1.525.471      |

Nel 2015 le 262 imprese operanti nel territorio comunale, che rappresentavano lo 0,67% del totale provinciale (39.304 imprese attive), hanno occupato 524 addetti, lo 0,43% del dato provinciale (122.198 addetti); in media, ogni impresa nel 2015 ha occupato due persone (2,00).

## Amministrazione
Nel 1927, in seguito al R.D. n. 1 del 2 gennaio 1927 che istituisce la provincia di Frosinone, passa dalla Campania al Lazio, e nel 1934 passa dalla provincia di Frosinone alla nuova provincia di Littoria, costituita dal governo fascista dell'epoca.
| Periodo          | Periodo          | Primo cittadino           | Partito              | Carica      | Note   |
| ---------------- | ---------------- | ------------------------- | -------------------- | ----------- | ------ |
| 16 gennaio 1988  | 26 maggio 1990   | Alessandro Labbadia       | Lista civica         | Sindaco     |        |
| 26 maggio 1990   | 6 aprile 1993    | Alessandro Labbadia       | Lista civica         | Sindaco     |        |
| 6 aprile 1993    | 23 aprile 1995   | Gian Battista De Filippis | Democrazia Cristiana | Sindaco     |        |
| 23 aprile 1995   | 13 giugno 1999   | Gian Battista De Filippis | Centrodestra         | Sindaco     |        |
| 13 giugno 1999   | 24 febbraio 2003 | Germi Guglietta           | Lista civica         | Sindaco     | [ 17 ] |
| 24 febbraio 2003 | 25 maggio 2003   | Domenico Talani           |                      | Comm. pref. |        |
| 25 maggio 2003   | 13 aprile 2008   | Gian Battista De Filippis | Lista civica         | Sindaco     |        |
| 13 aprile 2008   | 26 maggio 2013   | Gian Battista De Filippis | Lista civica         | Sindaco     |        |
| 26 maggio 2013   | 10 giugno 2018   | Andrea Antogiovanni       | Lista civica         | Sindaco     |        |
| 10 giugno 2018   | 15 maggio 2023   | Fernando Magnafico        | Lista civica         | Sindaco     |        |
| 15 maggio 2023   | in carica        | Fernando Magnafico        | Lista civica         | Sindaco     |        |

### Gemellaggi
- Grotte
- Mondragon
- Marmolejo
- Mühltal

### Altre informazioni amministrative
- Fa parte della Comunità montana degli Aurunci e Ausoni e del Parco naturale dei Monti Aurunci
- Fa parte dell'Associazione nazionale città dell'olio.

## Sport

### Calcio
La principale squadra di calcio della città è l'A.S.D. Città di Lenola che milita nel girone E di Promozione laziale. L’allenatore del Parma calcio nella stagione 2024-25: Fabio Pecchia è originario di Lenola.